# (5439) Couturier
(5439) Couturier (1990 RW) – planetoida z grupy pasa głównego asteroid okrążająca Słońce w ciągu 7,85 lat w średniej odległości 3,95 j.a. Odkryta 14 września 1990 roku.